# Jezzine
Pour l’article homonyme, voir District de Jezzine.
Jezzine, en arabe : جزين, est une ville du Liban du Sud, chef-lieu du District de Jezzine et située à 73 km de Beyrouth. Elle est réputée pour sa cascade haute de plus de 40 m et son artisanat. Son entrée est surplombée par une grande statue de la vierge au bord d'une falaise.

## Site géographique
La ville de Jezzine, chef-lieu du district de Jezzine se situe dans la partie méridionale du Mont Liban sur les contreforts des monts de Niha (en arabe, Taoumat Niha) à une altitude moyenne de 2 000 m. Elle est entourée de forêts de pins et de vignobles.
Elle est bordée d'une haute falaise, le Chir qui surplombe les villages environnants. Le torrent qui traverse la ville (le Nabe‘ Jezzine) y forme ainsi une cascade haute de 40 m et constitue l'un des apports de la rivière Nahr Aray, elle-même branche mère du Nahr El Awali.
Jezzine est actuellement la principale ville du sud du Liban majoritairement chrétienne maronite.
Le Caza de Jezzine abrite la plus grande forêt de Pin à pignons du bassin méditerranéen. Sa population est estimée à 20 500 habitants répartis sur les 56 localités du Caza (Qada'a), fortement touchées par l’émigration interne et externe.

## Économie
L'activité économique principale de Jezzine est le tourisme, la ville étant traditionnellement une des plus importantes destinations de villégiature estivale du sud du Liban. La ville accueille chaque année des festivals du 12 au 15 août attirant des milliers de personnes venues de tout le Liban.
La ville est également réputée pour sa fabrication artisanale de couteaux, vendus dans son vieux souk El Sedd.
La ville constitue en outre une étape sur le sentier de grande randonnée Lebanon Mountain Trail qui parcourt tout le massif du Mont Liban.

## Histoire
Le nom de Jezzine est dérivé de l'araméen et signifie « dépôt » ou « réserve ». Les statues et sarcophages découverts sur le site ville laissent penser qu'il s'agissait d'un lieu de stockage pour la ville de Saida. Jezzine se situe en effet sur l'ancienne route des caravanes qui reliait le littoral libanais au Chouf ainsi qu'à la plaine de la Bekaa puis la Syrie.
Jezzine est historiquement connue pour sa grotte (à 6 km de la ville) qui a abrité en l'an 1633, l'émir Fakhr-al-Din II persécuté par le pouvoir ottoman qui lui reprochait ses velléités d’indépendance et son ouverture sur l’Occident. Auparavant, l'émir a été forcé d'abandonner son abri dans la forteresse de Shaqif sur les monts Niha dont l'eau de source a été empoisonnée par ses persécuteurs. Nourri et protégé par les habitants de la région, l'émir finit par être arrêté après que les Ottomans eurent enfumé sa cachette dans la grotte,.
Dans l'histoire moderne,  durant la campagne de Syrie, Jezzine a été le théâtre d'une bataille opposant les forces alliées et les forces de Vichy en Battle of Jezzine (1941) (en) puis d'une autre bataille (en) en 1982.

## Sites remarquables
À Jezzine :
- Le Chir et les cascades en bordure de la ville :
- Le vieux souk ;
- Le couvent Saint-Antoine (1774) ;
- Le sérail ottoman (1898) ;
- Le palais Sarhal.

Dans les environs :
- La grotte de Fakhr-al-Din II ;
- La forêt de pins de Bkassine (plantée sous Fakhr-al-Din II) ;
- Le couvent Notre-Dame de Machmouche ;
- Le lac artificiel d'Anan ;
- Les caveaux des sanctuaires musulmans Nabi Micha[5].
- Réserve de biosphère de Jabal Al Rihane

## Personnalités
- Samir Hanna (1947-2020), musicien libanais, est né à Jezzine.